# Waverley (Automarke)
Waverley war eine britische Automobilmarke, die 1901–1904 von der Scottish Motor Co. in Edinburgh hergestellt wurde.
Das einzige Modell, der 9 hp, wurde von einem wassergekühlten Einzylindermotor mit 0,95 l Hubraum angetrieben.
Die Wagen waren zwar im Gebiet um Edinburgh recht beliebt, konnten sich aber in anderen Landesteilen nicht durchsetzen.
Es ist kein Bezug zur US-amerikanischen Automarke Waverley bekannt.

## Modelle
| Modell | Bauzeitraum | Zylinder | Hubraum | Radstand |
| ------ | ----------- | -------- | ------- | -------- |
| 9 hp   | 1901–1904   | 1        | 942 cm³ |          |